# Каменяр (видавництво)
«Каменяр» (повна назва — Державне підприємство «Всеукраїнське державне багатопрофільне видавництво „Каменяр“») — видавництво у Львові. Назва видавництва походить від літературного імені Івана Франка. Видавництво «Каменяр» має статус юридичної особи, код ЄДРПОУ 02473895,. Підпорядковується Державному комітетові телебачення і радіомовлення України. Діяльність видавництва здійснюється на засадах повного господарського розрахунку та самофінансування.
Не тупцювати на місці, а йти вперед – таке основне кредо нинішнього видавництва „Каменяр”. Чи то магічний вплив Івана Франка, від літературного імені якого походить назва видавництва, чи, може, його багаторічний виробничий досвід зібрали в одну громаду людей, які самовіддано й цілеспрямовано роблять свою справу. Незважаючи на сьогоденні нелегкі умови українського книговидання, „Каменяр”, оптимізувавши в певних межах свої показники, з року в рік прагне випускати і таки випускає книжки.
Серед видань „Каменяра” – твори видатного українського письменника, вченого, громадсько-політичного діяча Івана Франка. Неодноразово видавалися його повісті, оповідання, казки та поезії. Окремими книжками виходили спогади про Великого Каменяра, путівники по музеях І. Франка, дослідження, пов’язані з його творчістю, оригінальна збірка документальних фотографій тощо.
Видавництво познайомило читачів також з літературною спадщиною багатьох соратників і послідовників Івана Франка – Наталі Кобринської, Уляни Кравченко, Михайла Павлика, а також таких письменників, як Богдан Лепкий, Юрій Липа, Богдан-Ігор Антонич, Юліан Опільський, Андрій Чайковський, Гнат Хоткевич, Михайло Яцків.
Чільне місце серед видань „Каменяра” займають книги з творами сучасних авторів (Ірина Вільде, Р. Федорів, Р. Іваничук, Р. Горак, Євгенія Божик, Б. Чепурко, В. Квітневий, цілий ряд молодих поетів тощо). Видавництво є співзасновником Літературної премії ім. Богдана-Ігоря Антонича „Привітання життя” (започатковано в 1994 р.).
Серед здобутків „Каменяра” – чисельні публікації творів польських письменників в українських перекладах: Адама Міцкевича, Юліуша Словацького, Марії Конопніцької, Кароля Войтили (Івана Павла II), Чеслава Мілоша, Тадеуша Ружевича, Віслави Шимборської, Збігнєва Герберта, Станіслава Лема, Юзефа Лободовського, Анджея Бурси та ін.
Випускає книги найрізноманітнішої тематики, в тому числі і коштом Авторів, Замовників та Спонсорів: наукові, науково-популярні, прикладні видання; белетристику (класична література, твори сучасних авторів - як вітчизняних, так і в перекладі із іноземних мов); книги для дітей; образотворчі видання тощо. Друкує бланкову продукцію.
Надає редакційно-видавничі послуги: з передруку текстів, набору і верстання текстів, літературного, художнього та технічного редагування; коректорської вичитки; підготовка й обгрунтування кошторисів витрат на випуск видань; консультації щодо видавничої справи, підготовки та випуску книг. Ціни на послуги договірні.

## Видання
Серед видань «Каменяра» — твори видатного українського письменника, вченого, громадсько-політичного діяча Івана Франка. Неодноразово видавалися його повісті, оповідання, казки та поезії. Окремими книжками виходили спогади про Великого Каменяра, путівники по музеях І. Франка, дослідження, пов'язані з його творчістю, оригінальна збірка документальних фотографій тощо.
Видавництво познайомило читачів також з літературною спадщиною багатьох соратників і послідовників Івана Франка — Наталі Кобринської, Уляни Кравченко, Михайла Павлика, а також таких письменників, як Богдан Лепкий, Юрій Липа, Богдан-Ігор Антонич, Юліан Опільський, Андрій Чайковський, Гнат Хоткевич, Михайло Яцків.
Чільне місце серед видань «Каменяра» займають книги з творами сучасних авторів (Ірина Вільде, Роман Федорів, Роман Іваничук, Роман Горак, Євгенія Божик, Богдан Чепурко, В. Квітневий, цілий ряд молодих поетів тощо). Видавництво є співзасновником Літературної премії ім. Богдана-Ігоря Антонича «Привітання життя» (започатковано в 1994 р.).
Серед здобутків «Каменяра» — численні публікації творів польських письменників в українських перекладах: Адама Міцкевича, Юліуша Словацького, Марії Конопніцької, Кароля Войтили (Івана Павла II), Чеслава Мілоша, Тадеуша Ружевича, Віслави Шимборської, Збіґнєва Герберта, Станіслава Лема, Юзефа Лободовського, Анджея Бурси та ін.